# Labidochromis pallidus
Labidochromis pallidus är en fiskart som beskrevs av Lewis 1982. Labidochromis pallidus ingår i släktet Labidochromis och familjen Cichlidae. IUCN kategoriserar arten globalt som sårbar. Inga underarter finns listade i Catalogue of Life.